# アイズ (2008年の映画)
『アイズ』（原題: The Eye）は、2008年のアメリカ映画。2002年の香港/シンガポール合作ホラー映画『the EYE 【アイ】』のリメイク。

## ストーリー
幼い頃に失明した盲目のヴァイオリニスト、シドニーは角膜移植手術を受ける。視力が回復するにつれ、見えないはずものが見えることに気付く。

## キャスト
役名：俳優（ソフト版吹き替え）
- シドニー・ウェルズ：ジェシカ・アルバ（吹替：坂本真綾）
- ポール・フォークナー医師：アレッサンドロ・ニヴォラ（吹替：桐本琢也）
- ヘレン・ウェルズ：パーカー・ポージー（吹替：本田貴子）
- サイモン・マクロウ：ラデ・シェルベッジア
- アナ・クリスティーナ・マルティネス：フェルナンダ・ロメロ
- ローザ・マルティネス：レイチェル・ティコティン
- ホーキンス医師：オッバ・ババタンデ
- アリシア：クロエ・グレース・モレッツ
- チェン夫人：タムリン・トミタ

## 制作背景
当初はトム・クルーズがリメイク権を獲得し、彼の映画会社クルーズ/ワグナー・プロダクションズとパラマウント映画により製作がスタートした。この時に監督は中田秀夫、主演はレニー・ゼルウィガーと決定していた。しかしレニー・ゼルウィガーの降板により、ジェシカ・アルバが主演に、ダヴィド・モローとザヴィエ・パリュが監督に起用された。また、映画会社もライオンズゲートに変更された。

## 評価
Rotten Tomatoesでは、68のレビュー数に対して22％という評価だった。
主演のジェシカ・アルバはティーン・チョイス・アワード映画女優賞（ホラー部門）を受賞し、ゴールデンラズベリー賞ワースト主演女優賞にノミネートされた。

### 興行収入
全米では2436館で公開され、約1200万ドルの売り上げで初登場2位を記録。